# Sunday Morning (cântec de Maroon 5)
Sunday Morning este un cântec semnat de formația pop-rock Maroon 5. Este piesa cu numărul opt de pe albumul de debut al formației, Songs about Jane (2002). Reprezintă și al patrulea extras pe single de pe acest album.

## Compunerea piesei
Față de stilul pop-rock promovat de alte cântece apărute pe albumul Songs about Jane, piesa Sunday Morning iese din tipare, adoptând o sonoritate pop cu influențe de jazz și funk.

## Videoclip
Videoclipul piesei este filmat în octombrie 2004 și conține scene filmate la studiourile Abbey Road, unde au înregistrat în anii șaizeci și șaptezeci formații celebre, precum: The Shadows, The Beatles, Pink Floyd.

## Extras pe single
Datorită succesului de care se bucura albumul Songs about Jane la doi ani de la publicarea sa, trupa Maroon 5 hotărăște să lanseze un al patrulea extras pe single: Sunday Morning este piesa aleasă.
Melodia nu a avut o ascensiune deosebită în clasamente, dar s-a impus în Italia și Filipine.

## Coloană sonoră
O versiune a acestui cântec apare pe coloanele sonore ale filmelor Something's Gotta Give și Love Actually.